# Hildur Lehmus
 Hildur Aurora Lehmus, född Enbom 6 augusti 1891 i Tammerfors, död 14 juli 1967, var en finländsk skådespelare. Hon var gift med sångaren Väinö Lehmus.

## Filmografi[2]
- Kilu-Kallen ja Mouku-Franssin kosioretki, 1920
- Kun solttu-Juusosta tuli herra, 1921
- Sunnuntaimetsästäjät, 1921